# 末兼要
末兼 要（すえかね かなめ、1874年〈明治7年〉11月 - 没年不明）は、日本の実業家、浅野財閥各社の重役を務めた。

## 経歴
1874年（明治7年）11月に山口県で末兼基平の四男として生まれる。 築地工手学校を卒業して、呉海軍工廠に勤務してから、八幡製鉄所に移った。二十年以上製鉄に携わり、実地の知識では日本一と言われた。官営の八幡製鉄所にいた時に、浅野総一郎に見出されて、1918年（大正7年）か1921年（大正10年）に浅野小倉製鋼所（後に小倉製鋼に改称）に迎えられて、専務になった。北九州きっての名物男と言われ、一介の職工から叩き上げた鉄鋼人で、鋼鉄の技術は驚くべき手腕があった。原料は叩くだけ叩いて安く買い、製品の販売では老獪な問屋を手玉にとった。そのような手腕で、設立時から経営難だった小倉製鋼を立て直した。また、政府主導で官営八幡製鉄所と日本中の主要な製鉄会社が合併した日本製鐵結成には、白石元治郎と共に反対して参加を拒否した。容姿は見るからに粗野で野性的、口角泡を飛ばすといった感じだった。
小倉製鋼と日本鋳造の専務取締役、鶴見製鉄造船の常務取締役、日本鋼業・小倉築港・昭和鋼管・朝鮮鉄山・尼崎製鉄所・富士製鋼・淺野造船所・大島製鋼所の取締役を務めた。

## 栄典
勲六等

## 身分
山口県士族

## 家族
- 妻：ツネ - 1873年（明治6年）11月生、山口、神代嘉一妹
- 養子：邦彦 - 1897年（明治30年）11月生、長女花子夫、山口、末兼湊弟
- 長女：花子 - 1899年（明治32年）9月生、養子邦彦妻[3]